# Final de la Copa del Rey de fútbol 2012-13
La Final de la Copa del Rey de fútbol 2012-13 fue la 109.ª edición del torneo desde su establecimiento. El partido lo disputaron el Real Madrid Club de Fútbol y el Club Atlético de Madrid el viernes 17 de mayo en el Estadio Santiago Bernabéu. 
El encuentro finalizó 1–1 tras los 90 minutos reglamentarios y tras la prórroga, se imponían los rojiblancos por 1–2, rompiendo una racha de 14 años sin ganar al Real Madrid en ningún tipo de competición y alzándose con su décima Copa. De los diez títulos de copa que posee el Atlético de Madrid, nueve los ganaron en el Bernabéu, siendo 4 de ellas ganadas ante el Real Madrid (1960, 1961, 1992 y 2013). Por su parte, de las nueve finales disputadas en su estadio, el Real Madrid solo ganó dos de ellas.

## Camino a la final
| Real Madrid | Real Madrid | Real Madrid              | Eliminatoria     | Atlético de Madrid | Atlético de Madrid | Atlético de Madrid       |
| ----------- | ----------- | ------------------------ | ---------------- | ------------------ | ------------------ | ------------------------ |
| Oponente    | Resultado   | Global                   |                  | Oponente           | Resultado          | Global                   |
| Alcoyano    | 7-1         | 4-1 visitante; 3-0 local | Dieciseisavos    | Real Jaén          | 4-0                | 3–0 visitante; 1-0 local |
| Celta       | 5-2         | 1-2 visitante; 4-0 local | Octavos de final | Getafe             | 3-0                | 3-0 local; 0-0 visitante |
| Valencia    | 3-1         | 2-0 local; 1-1 visitante | Cuartos de final | Betis              | 3-1                | 2-0 local; 1-1 visitante |
| Barcelona   | 4-2         | 1-1 local; 3-1 visitante | Semifinal        | Sevilla            | 4-3                | 2-1 local; 2-2 visitante |

## Partido
En el partido se mostró un duelo igualado entre ambos equipos. En los primeros minutos, el conjunto "merengue" fue dominador del juego. En el minuto 13, Cristiano Ronaldo abría el marcador tras marcar de cabeza un tiro de esquina. El portugués establecía el 1-0 parcial. Con el paso de los minutos, el Atlético de Madrid fue mejorando su juego en ataque y empezó a crear más ocasiones de peligro. En el minuto 34', Radamel Falcao dio un pase a Diego Costa, tras evadir a varios contrarios, que el brasileño convirtió en el empate. El primer tiempo terminó con resultado de 1-1 y sensación de igualdad.
En la segunda parte, el partido continuó siendo dominado por el Real Madrid, pero en varios tramos fue el conjunto "rojiblanco" el que creó las ocasiones de peligro. El conjunto "blanco" se encontró con el poste en varias ocasiones. En el minuto 75', el entrenador portugués del Real Madrid, José Mourinho fue expulsado por el árbitro y tuvo que abandonar el terreno de juego.
La segunda parte finalizó con el empate 1-1. Se dio inicio a la prórroga. Ambos equipos buscaban las ocasiones, pero fue el Atlético de Madrid el que sentenció con un gol de cabeza de Joao Miranda en el minuto 98', tras rematar un tiro de esquina. El resultado era de 1-2. El conjunto "colchonero" supo defender el resultado. Ante el paso del tiempo y la desesperación, Cristiano Ronaldo lanzó una patada a la cara del capitán atlético, Gabi Fernández, que significó su expulsión por tarjeta roja.
El tiempo seguía transcurriendo y el marcador no se movía. A falta de pocos minutos para la finalización, Gabi Fernández vio la segunda tarjeta amarilla y fue expulsado.
Finalmente el partido concluyó con una falta favorable al Real Madrid, a la cual subieron al remate todos sus jugadores, incluido el portero Diego López. La defensa atlética despejó el balón y el árbitro pitó la conclusión del partido.

### Detalles del partido
| 25         | POR        | Diego López       |     |
| 4          | DEF        | Sergio Ramos      |     |
| 5          | DEF        | Fábio Coentrão    | 91' |
| 15         | DEF        | Michael Essien    |     |
| 18         | DEF        | Raúl Albiol       |     |
| 6          | MED        | Sami Khedira      |     |
| 10         | MED        | Mesut Özil        |     |
| 14         | MED        | Xabi Alonso       |     |
| 19         | MED        | Luka Modrić       | 91' |
| 7          | MED        | Cristiano Ronaldo |     |
| 9          | DEL        | Karim Benzema     | 91' |
| Entrenador | Entrenador | José Mourinho     |     |

| 13         | POR        | Thibaut Courtois    |      |
| 2          | DEF        | Diego Godín         |      |
| 3          | DEF        | Filipe Luis         |      |
| 20         | DEF        | Juanfran Torres     |      |
| 23         | DEF        | João Miranda        |      |
| 4          | MED        | Mario Suárez        |      |
| 6          | MED        | Koke Resurrección   | 112' |
| 10         | MED        | Arda Turan          | 109' |
| 14         | MED        | Gabi Fernández      |      |
| 19         | DEL        | Diego Costa         | 105' |
| 9          | DEL        | Radamel Falcao      |      |
| Entrenador | Entrenador | Diego Pablo Simeone |      |

| 17 | DEF | Álvaro Arbeloa  | 91' |
| 22 | DEL | Ángel Di María  | 91' |
| 20 | DEL | Gonzalo Higuaín | 91' |

| 7  | DEL | Adrián López       | 105' |
| 11 | MED | Cristian Rodríguez | 109' |
| 8  | MED | Raúl García        | 112' |

| Anotado | 13' | Cristiano Ronaldo | 1-0 |

| Anotado | 34' | Arda Turan * | 1-1 |
| Anotado | 98' | João Miranda | 1-2 |

| El acta oficial del encuentro otorga erróneamente el primer gol del Atlético de Madrid a Arda Turan, anotado por Diego Costa Archivado el 8 de junio de 2013 en Wayback Machine. |

| Amonestado | 54'  | Fábio Coentrão    |
| Amonestado | 65'  | Sami Khedira      |
| Amonestado | 72'  | Mesut Özil        |
| Amonestado | 75'  | Sergio Ramos      |
| Amonestado | 89'  | Cristiano Ronaldo |
| Amonestado | 101' | Michael Essien    |
| Amonestado | 119' | Ángel Di María    |

| Amonestado | 38'  | Arda Turan        |
| Amonestado | 69'  | Diego Costa       |
| Amonestado | 100' | Mario Suárez      |
| Amonestado | 105' | Koke Resurrección |
| Amonestado | 115' | Gabi Fernández    |
| Amonestado | 118' | João Miranda      |

| Expulsado | 115' | Cristiano Ronaldo |

| Otorgado · Otorgado otra vez · Expulsado | 115' 119' | Gabi Fernández |

| Árbitro:                                                    | Carlos Clos Gómez        |
| Árbitros asistentes:                                        | Javier Aguilar Rodríguez |
| Árbitros asistentes:                                        | Pau Cebrián Devis        |
| Cuarto árbitro:                                             | Javier Estrada Fernández |
| Reporte Archivado el 8 de junio de 2013 en Wayback Machine. |                          |

| 25         | POR        | Diego López       |     |
| 4          | DEF        | Sergio Ramos      |     |
| 5          | DEF        | Fábio Coentrão    | 91' |
| 15         | DEF        | Michael Essien    |     |
| 18         | DEF        | Raúl Albiol       |     |
| 6          | MED        | Sami Khedira      |     |
| 10         | MED        | Mesut Özil        |     |
| 14         | MED        | Xabi Alonso       |     |
| 19         | MED        | Luka Modrić       | 91' |
| 7          | MED        | Cristiano Ronaldo |     |
| 9          | DEL        | Karim Benzema     | 91' |
| Entrenador | Entrenador | José Mourinho     |     |

| 13         | POR        | Thibaut Courtois    |      |
| 2          | DEF        | Diego Godín         |      |
| 3          | DEF        | Filipe Luis         |      |
| 20         | DEF        | Juanfran Torres     |      |
| 23         | DEF        | João Miranda        |      |
| 4          | MED        | Mario Suárez        |      |
| 6          | MED        | Koke Resurrección   | 112' |
| 10         | MED        | Arda Turan          | 109' |
| 14         | MED        | Gabi Fernández      |      |
| 19         | DEL        | Diego Costa         | 105' |
| 9          | DEL        | Radamel Falcao      |      |
| Entrenador | Entrenador | Diego Pablo Simeone |      |

| 17 | DEF | Álvaro Arbeloa  | 91' |
| 22 | DEL | Ángel Di María  | 91' |
| 20 | DEL | Gonzalo Higuaín | 91' |

| 7  | DEL | Adrián López       | 105' |
| 11 | MED | Cristian Rodríguez | 109' |
| 8  | MED | Raúl García        | 112' |

| Anotado | 13' | Cristiano Ronaldo | 1-0 |

| Anotado | 34' | Arda Turan * | 1-1 |
| Anotado | 98' | João Miranda | 1-2 |

| El acta oficial del encuentro otorga erróneamente el primer gol del Atlético de Madrid a Arda Turan, anotado por Diego Costa Archivado el 8 de junio de 2013 en Wayback Machine. |

| Amonestado | 54'  | Fábio Coentrão    |
| Amonestado | 65'  | Sami Khedira      |
| Amonestado | 72'  | Mesut Özil        |
| Amonestado | 75'  | Sergio Ramos      |
| Amonestado | 89'  | Cristiano Ronaldo |
| Amonestado | 101' | Michael Essien    |
| Amonestado | 119' | Ángel Di María    |

| Amonestado | 38'  | Arda Turan        |
| Amonestado | 69'  | Diego Costa       |
| Amonestado | 100' | Mario Suárez      |
| Amonestado | 105' | Koke Resurrección |
| Amonestado | 115' | Gabi Fernández    |
| Amonestado | 118' | João Miranda      |

| Expulsado | 115' | Cristiano Ronaldo |

| Otorgado · Otorgado otra vez · Expulsado | 115' 119' | Gabi Fernández |

| Árbitro:                                                    | Carlos Clos Gómez        |
| Árbitros asistentes:                                        | Javier Aguilar Rodríguez |
| Árbitros asistentes:                                        | Pau Cebrián Devis        |
| Cuarto árbitro:                                             | Javier Estrada Fernández |
| Reporte Archivado el 8 de junio de 2013 en Wayback Machine. |                          |

|                    |
|                    |
| Campeón            |
| Atlético de Madrid |
| 10º título         |